# のろい屋しまい
『のろい屋しまい』（のろいやしまい）は、ひらりんによる日本の漫画作品。『月刊COMICリュウ』（徳間書店）で2006年から2008年まで連載された。
本作以降『のろい屋シリーズ』として続編が製作されており、『COMICリュウ』にて、2011年に『のろい屋姉妹 ヨヨとネネ』、2013年から2014年まで『のろい屋シークレット』が連載された他、番外編となる『のろい屋ケモノカル』がニコニコ静画にて公開されている。
2013年から2014年にかけては、アニメ映画の公開、小説の連載、絵本や児童文学の発行と漫画以外のメディアでも展開がなされた。
本項ではそれらメディアミックス作品群についても記述する。
最新作は絵本『ヨヨとネネとかいじゅうのタネ』関連作の『カイと怪獣のタネ』で、『COMICリュウ』のWebサイトで2017年から2019年まで連載された。

## あらすじ
『魔の国』にヨヨとネネという仲の良い魔法使いの姉妹がいた。姉妹は魔法や呪いをかけたり解いたりすることを生業とする「のろい屋」を営んでいた。

## 世界観
魔の国の他、剣の国や知の国など様々な国がある。12年前に剣の国との大規模な剣魔戦争があり、今でもその爪痕を多く遺している。基本的に魔法使いの能力は女性にのみ隔世遺伝で受け継がれ、女児が生まれればその次に生まれる女児には魔力が発現しないのが普通であり(ヨネとヨミは双子として出生したため二人とも魔力を備わっている)、ネネに魔力が備わっているのは極めて稀なケースである。魔法使いには6つの階級、魔法には7つのレベルがあり、最上位の「超特大魔法使い」になるとレベル7まで全ての魔法を使用する事ができる。

## 登場人物
声優は、アニメ映画のもの。
ヨヨ
声 - 諸星すみれ
本作の主人公。「のろい屋」姉妹の姉で「絵本級大魔法使い」。
実年齢は18歳だが、12年前に起こった戦争で自らの魔法が暴走して氷漬けになってしまいネネによって蘇生したものの、肉体の成長が止まってしまった為その姿は6歳の少女である。計り知れないほどの底なしの魔力を持ち、33歳になったら世界を征服すると予言されている。
ネネ
声 - 加隈亜衣
「のろい屋」姉妹の妹。15歳。「最優秀お手本級魔法使い」。
先天的魔力は姉には及ばなかったが、努力で魔法中学校を首席で卒業した頑張り屋。
ニルス=カーニバル
声 - 子安武人
かつて世界を救った勇者の孫。17歳。祖父が魔王を倒した際にかけられた7代続く呪いのせいで自身も呪われている。さらにネネがうっかりかけた魔法でカエルの姿になってしまっている。
おヨネ
声 - 本田貴子
ヨヨとネネの母方の祖母。887歳。世界で3人しかいない「超特大魔法使い」のひとりで、世界最強の魔女。「終言級超特大魔法使い」の称号を持つ。
魔の国の総司令官でもあり、戦艦級超特大魔法ボウキ「カボチャパーティーMarkⅡ」の艦長。
おヨミ
声 - 氷上恭子
おヨネの双子の妹。887歳。世界最高の死霊使いで、寿命でなければどんな生物も生き返らせることができる。
ビハク
声 - 中川翔子
おヨミの使い魔。884歳。ヨヨとネネのボディーガード役。アニメ映画では首輪の鈴を外すと封印が解け、翼を持つ大型の獣へと姿を変える。
樹老長
声 - 長克巳
「のろい屋」がある森の長老。三千年前は荒くれ者の強者として魔の国では有名だった。
リュータロ
ヨヨとネネの父。43歳。荒くれ者が多い事で有名な「ジロリ海運」社長。紳士的な容姿をしているが荒くれ者を束ねるだけあり腕っぷしが強い。妻と娘たちを世界一愛している。
マーマレット
ヨヨとネネの母。37歳。魔力は持っていない普通の人。元新聞記者で、現在はジロリ海運副社長兼ベストセラー作家。
タツゾー
ヨヨとネネの母方の祖父。87歳。元マフィアのボスで、おヨネと恋愛の末に結婚した。とある理由で魔法で竜の姿に変えられている。

## 関連書籍

### 漫画
- ひらりん 『のろい屋しまい』 徳間書店〈リュウコミックススペシャル〉、全1巻
  - 2008年6月20日発売 ISBN 978-4-19-950085-5（新装版 2014年3月29日発売 ISBN 978-4-19-950394-8）
- ひらりん 『のろい屋姉妹 ヨヨとネネ』 徳間書店〈リュウコミックススペシャル〉、上下巻
  - 上巻 2012年1月13日発売 ISBN 978-4-19-950285-9（新装版 2014年5月13日発売 ISBN 978-4-19-950392-4）
  - 下巻 2013年3月13日発売 ISBN 978-4-19-950336-8（新装版 2014年5月13日発売 ISBN 978-4-19-950393-1）

各新装版は〈リュウコミックス〉へとレーベルを移し、装丁が「シークレット」に合わせたものに変更されている。
- ひらりん 『のろい屋シークレット』徳間書店〈リュウコミックス〉、上下巻
  - 上巻 2014年3月29日発売 ISBN 978-4-19-950372-6
  - 下巻 2014年11月13日発売 ISBN 978-4-19-950420-4
- 著：ひらりん　原案協力：肥田野茂 『カイと怪獣のタネ』 徳間書店〈リュウコミックス〉、全3巻
  - 2017年12月13日発売 ISBN 978-4-19-950603-1
  - 2018年9月13日発売 ISBN 978-4-19-950648-2
  - 2019年3月13日発売 ISBN 978-4-19-950673-4

月刊COMICリュウWeb連載漫画。『ヨヨとネネとかいじゅうのタネ』の関連作品。

### 絵本
- 著：大塚英志　絵：ひらりん 『ヨヨとネネとかいじゅうのタネ』 徳間書店
  - 2013年12月09日発売 ISBN 978-4-19-863726-2

### 小説
- 著：白倉由美　絵：鶴田謙二 『ネネとヨヨのもしもの魔法』 徳間書店
  - 2014年04月09日発売 ISBN 978-4-19-863725-5

登場人物の設定、役回り、世界観などが他作品と大きく異なる。

### アニメ映画ガイドブック
- 『ロマンアルバム　魔女っこ姉妹のヨヨとネネ』 徳間書店
  - 2014年01月30日発売 ISBN 978-4-19-720382-6

## アニメ映画
『魔女っこ姉妹のヨヨとネネ』（まじょっこしまいのヨヨとネネ）のタイトルで、2013年12月28日に公開。原作とは異なり、現代世界を舞台にした完全オリジナルストーリーである。韓国ではティ・ジョイと共同配給しているMEGABOX / CINUSにより日本よりも早く劇場公開され、韓国国内118スクリーンにて世界初公開となり25日の公開初日だけで、1万932人の動員を達成した。2014年1月4日の初回上映以降、先着の観客には徳島製粉の特製焼きそばが観賞記念品として用意された。国内の公開劇場数は25、海外を含めると140スクリーンを超える。
2014年6月25日にはキングレコードよりBlu-ray、DVDが発売された。
キャッチコピーは「かけます、ときます、のろい屋しまい!」。

### スタッフ
- 原作 - ひらりん（物語環境開発[8]）「のろい屋しまい」徳間書店刊
- 原作プロデューサー - 大塚英志（物語環境開発）
- 監督・音響監督 - 平尾隆之
- 副監督 - 高橋タクロヲ
- 脚本 - 佐藤和治・平尾隆之（ufotable）、実弥島巧
- キャラクターデザイン・総作画監督 - 柴田由香
- 美術監督 - 三宅昌和
- 色彩設定 - 千葉絵美
- 撮影監督 - 棚田耕平
- CG監督 - 宍戸幸次郎
- 編集 - 今井剛
- 音楽 - 椎名豪
- 音楽制作 - スターチャイルドレコード
- アニメーションプロデューサー - 松尾亮一郎
- プロデューサー - 島居理恵、近藤光、三ツ木早苗
- 制作プロデューサー - 近藤光
- アニメーション制作 - ufotable
- 製作 - 魔女っこ姉妹のヨヨとネネ製作委員会（キングレコード、ufotable、ティ・ジョイ、アニプレックス、徳間書店）
- 配給 - キングレコード、ティ・ジョイ

### 音楽
主題歌「虹の約束」
作詞 - 小松未可子・平尾隆之 / 作曲 - 椎名豪 / 編曲 - 楊慶豪 / 歌 - 小松未可子

### 公開前特番
公開当日の2013年12月28日に特別番組『映画『魔女っこ姉妹のヨヨとネネ』公開記念特番』がTOKYO MX、とちぎテレビ、群馬テレビで放送（いずれも23:30 - 24:00に放送）。翌12月29日にはBS11でも放送（24:30 - 25:00）。

### 小説
著：佐藤和治（ufotable）　絵：チョン ソダム（ufotable）
アニメ映画への導入部として2013年7月号より月刊アニメージュにて連載された。全七話。後にBlu-ray 限定版の特典として冊子化された。

### 映像商品
- 魔女っこ姉妹のヨヨとネネ
  - 2014年6月25日発売 KIXA-428（Blu-ray）、KIBA-2115（DVD）
- 魔女っこ姉妹のヨヨとネネ Blu-ray ＋ CD複合 限定版
  - 2014年6月25日発売 KIZX-90149 - 90150

限定版には本編ディスクの他、完全収録サントラCD、アニメージュ連載ノベライズ完全冊子が付属している。また、ufotable WEB SHOPでは100本限定で関係者記念本、生原画、カット袋が付属した限定セットが販売された。

### 評価
『あの日見た花の名前を僕達はまだ知らない。』監督の長井龍雪、『進撃の巨人』監督の荒木哲郎、『ガンダムビルドファイターズ』監督の長崎健司は、今作に対して監督である平尾隆之の手腕を讃えている。また、グッドスマイルカンパニー代表取締役の安藝貴範、ニトロプラス代表取締役のでじたろうは、ハイクオリティな映像を作り上げたufotableを絶賛した。また、バンダイナムコゲームス所属で『GOD EATER』シリーズプロデューサーの富澤祐介、TYPE-MOON所属で『Fate/stay night』シナリオライターの奈須きのこなど、ゲーム業界からも称賛の声が挙がった。2013年12月27日、28日に公開されたぴあ初日満足度ランキングでは第2位となる。興行収入はランキング圏外を記録し興行的には不振に終わった。